# Ataque al Cerro Montezuma
El Ataque al Cerro Montezuma o la Toma al Cerro Montezuma fue un ataque perpetrado por las Fuerzas Armadas Revolucionarias de Colombia - Ejército del Pueblo (FARC-EP) el 2 de septiembre de 2000 en el Cerro Montezuma en Pueblo Rico (Risaralda) en el marco del conflicto armado interno en Colombia. Las FARC-EP atacaron el centro de comunicaciones del Ejército Nacional de Colombia.

## Ataque
El ataque fue lanzado por 180 a 500 (Según la fuente) guerrilleros de los Frentes 9, 47 y la columna Aurelio Rodríguez comandados por Rubín Morro del Bloque Noroccidental de las FARC-EP, con pipetas de gas, granadas y morteros a las tropas del batallón San Mateo de Pereira (Risaralda) que fue apoyado por un avión fantasma y dos helicópteros Arpía que protegían el Cerro Montezuma donde se localizaban repetidoras de televisión, las torres de Telecom y telefonía celular, que tienen cobertura en todo el occidente del país, incluyendo Valle del Cauca, Risaralda, Caldas, Chocó y Antioquia.
En el ataque fue destruida la base militar, pero no fueron destruidas las antenas de comunicaciones y un avión 'fantasma' accidentado.
Las bajas de los militares según fuentes oficiales fueron 15, pero según las FARC-EP fueron 25, mientras que los guerrilleros afirmaban tener 24 muertos serían 60 según fuentes oficiales, pero solo se hallaron 12 cuerpos.

## Accidente de avión
En un confuso incidente se accidentó un avión 'fantasma' AC-47 de matrícula FAC-1659 de la Fuerza Aérea Colombiana que apoyaba las operaciones, desconocidas las causas del accidente (por baja visibilidad, o cansancio de la tripulación), las FARC-EP declararon haberlo derribado.

## Militares muertos
- Teniente Coronel, Jorge Eduardo Sánchez Rodríguez, comandante del Batallón San Mateo de Pereira.
- Suboficial y seis soldados.
- Siete tripulantes del avión fantasma.